# Mágneses immunvizsgálat
A mágneses immunpróba (MIA) a diagnosztikai immunpróba egy olyan típusa, amely a hagyományos enzimek (ELISA), radioizotópok (RIA) vagy fluoreszcens részek (Immunfluoreszcencia) helyett mágneses gyöngyöket használ jelölőként egy adott analit kimutatására. A MIA magában foglalja egy antitest specifikus kötődését az antigénhez, ahol a mágneses jelölés a pár egyik eleméhez van konjugálva. A mágneses gyöngyök jelenlétét ezután egy mágneses leolvasó (magnetométer) érzékeli, amely méri a gyöngyök által indukált mágneses térváltozást. A magnetométer által mért jel arányos a kiindulási mintában lévő analit (vírus, toxin, baktérium, szívmarker stb.) koncentrációjával.

## Mágneses címkék
A mágneses gyöngyök nanoméretű vasoxid-részecskékből készülnek, amelyeket polimerekkel kapszuláznak vagy ragasztanak össze. Ezek a mágneses gyöngyök 35 nm-től 4,5 μm-ig terjednek. Az alkotó mágneses nanorészecskék 5 és 50 nm közöttiek, és külsőleg alkalmazott mágneses tér jelenlétében szuperparamágnesességnek nevezett egyedi tulajdonságot mutatnak. Ezt a szuperparamágneses tulajdonságot először az 1970-ben fizikai Nobel-díjjal kitüntetett francia Louis Néel fedezte fel, és már használják orvosi alkalmazásokban a mágneses rezonanciás képalkotásban (MRI) és biológiai elválasztásokban, de még nem használják kereskedelmi diagnosztikai alkalmazásokban a címkézésre. A mágneses címkék több olyan tulajdonsággal rendelkeznek, amelyek nagyon jól alkalmazkodnak az ilyen alkalmazásokhoz:
- nem befolyásolja őket a reagensek kémiai összetétele vagy a fényfehérítés, ezért idővel stabilak,
- a biomolekuláris mintában a mágneses háttér általában jelentéktelen,
- a minta zavarossága vagy festése nincs hatással a mágneses tulajdonságokra,
- a mágneses gyöngyök távolról is manipulálhatók mágnesességgel.

## Kimutatás
A mágneses immunpróba (MIA) mágnesesen jelölt antitestek segítségével képes kiválasztott molekulák vagy kórokozók kimutatására. Az ELISA-hoz vagy Western Blothoz hasonlóan működik, és két antitest kötődési folyamatot használ az analitok koncentrációjának meghatározására. A MIA mágneses gyöngyöt bevonó antitesteket használ. Ezek az antitestek közvetlenül kötődnek a kívánt kórokozóhoz vagy molekulához, és a kötött gyöngyök által adott mágneses jelet egy magnetométerrel olvassák le. A legnagyobb előnye ennek a technológiának az immunfestés szempontjából az, hogy folyékony közegben végezhető, míg az olyan módszerek, mint az ELISA vagy a Western Blotting, álló közeget igényelnek a kívánt célpont kötődéséhez, mielőtt a másodlagos ellenanyag (például HRP [lóretek-peroxidáz]) alkalmazható lenne. Mivel a MIA folyékony közegben végezhető, a kívánt molekulák pontosabb mérése végezhető el a modellrendszerben. Mivel a számszerűsíthető eredmények eléréséhez nem kell izolálást végezni, a felhasználók nyomon követhetik az aktivitást egy rendszeren belül. Így jobb képet kaphatnak a célpontjuk viselkedéséről.
A módok, amelyekkel ez a kimutatás történhet, nagyon sokfélék. A kimutatás legalapvetőbb formája, hogy a mintát egy olyan gravitációs oszlopon futtatják át, amely polietilén mátrixot tartalmaz a másodlagos antitesttel. A célvegyület kötődik a mátrixban lévő ellenanyaghoz, és a maradék anyagokat egy kiválasztott pufferrel kimossuk. Ezután a mágneses antitesteket ugyanezen az oszlopon vezetjük át, és egy inkubációs időszak után a nem kötött antitesteket ugyanolyan módszerrel mossuk ki, mint korábban. A membránon lévő antitestek által befogott célponthoz kötött mágneses gyöngyökből kapott értéket a célvegyület oldatban lévő mennyiségének meghatározására használjuk.
Mivel a módszertan nagyon hasonló az ELISA vagy a Western Blot módszeréhez, a MIA-kísérleteket úgy lehet átalakítani, hogy ugyanezt a detektálást használják, ha a kutató hasonló módon szeretné számszerűsíteni az adatait.

## Magnetométerek
Egy egyszerű műszer képes a minta jelenlétének kimutatására és a teljes mágneses jel mérésére, azonban a hatékony MIA kifejlesztésének kihívása a természetesen előforduló mágneses háttér (zaj) és a gyenge mágnesesen jelölt célpont (jel) elkülönítése. Különböző megközelítéseket és eszközöket alkalmaztak a bioérzékelési alkalmazásokban értelmes jel-zaj arány (SNR) elérésére:.
- óriás mágneses ellenállású érzékelők és spinszelepek
- piezo-ellenállásos konzolok
- induktív érzékelők
- szupravezető kvantuminterferencia eszközök (SQUID)
- anizotróp mágneses-ellenállásos gyűrűk
- és miniatűr Hall-érzékelők.

Az SNR javítása azonban gyakran összetett műszert igényel, amely ismételt pásztázást és extrapolációt biztosít az adatfeldolgozáson keresztül, vagy a miniatűr és megfelelő méretű célpont és érzékelő pontos összehangolását. Ezen a követelményen túl a mágneses címkék nemlineáris mágneses tulajdonságait kihasználó MIA hatékonyan kihasználhatja a mágneses mező saját képességét, hogy áthatoljon a műanyagon, vízen, nitrocellulózon és más anyagokon, így lehetővé teszi a valódi volumetrikus méréseket különböző immunvizsgálati formátumoknál. A szuperparamágneses anyagok szuszceptibilitását mérő hagyományos módszerekkel ellentétben a nemlineáris mágnesezettségen alapuló MIA kiküszöböli a lineáris dia- vagy paramágneses anyagok, például a mintamátrix, a fogyóműanyagok és/vagy a nitrocellulóz hatását. Bár ezeknek az anyagoknak a saját mágnesessége nagyon gyenge, jellemzően -10-5 (dia) vagy +10-3 (para) szuszceptibilitási értékekkel, ha nagyon kis mennyiségű szuperparamágneses anyagot vizsgálunk, például nanogrammot tesztenként, a segédanyagok által generált háttérjelet nem lehet figyelmen kívül hagyni. A mágneses címkék nemlineáris mágneses tulajdonságain alapuló MIA során a gyöngyöket két frekvencián, f1 és f2 frekvencián váltakozó mágneses térnek teszik ki. Nemlineáris anyagok, például szuperparamágneses címkék jelenlétében a jel kombinatorikus frekvenciákon is rögzíthető, például f = f1 ± 2×f2 frekvencián. Ez a jel pontosan arányos az olvasótekercsben lévő mágneses anyag mennyiségével.
Ez a technológia lehetővé teszi a mágneses immunvizsgálatot számos formátumban, pl:
hagyományos laterális áramlásos vizsgálat az arany címkék mágneses címkékkel való helyettesítésével
függőleges áramlási tesztek, amelyek lehetővé teszik ritka analitok (például baktériumok) vizsgálatát nagy térfogatú mintákban.
mikrofluidikai alkalmazások és biochipek
Leírták in vivo alkalmazásokhoz és multiparametrikus vizsgálatokhoz is.

## Felhasználások
A MIA egy sokoldalú technika, amely a legkülönbözőbb gyakorlatokban használható.
Jelenleg a növényekben lévő vírusok kimutatására használják olyan kórokozók elkapására, amelyek normális esetben elpusztítanák a termést, mint például a Grapevine fanleaf virus, a Grapevine fanleaf virus és a Potato virus X. Adaptációi közé ma már olyan hordozható eszközök tartoznak, amelyek lehetővé teszik a felhasználó számára, hogy érzékeny adatokat gyűjtsön a terepen.
A MIA terápiás gyógyszerek monitorozására is használható. Egy 53 éves veseátültetett betegről szóló esetleírás részletesen bemutatja, hogyan tudták az orvosok megváltoztatni a terápiás gyógyszer mennyiségét.

## Fordítás
Ez a szócikk részben vagy egészben  a   Magnetic immunoassay című angol Wikipédia-szócikk ezen változatának fordításán alapul.  Az eredeti cikk szerkesztőit annak laptörténete sorolja fel. Ez a jelzés csupán a megfogalmazás eredetét és a szerzői jogokat jelzi, nem szolgál a cikkben szereplő információk forrásmegjelöléseként.